# Megan Rapinoeová
Megan Anna Rapinoeová (nepřechýleně Rapinoe; * 5. července 1985 Redding, USA) je americká profesionální fotbalistka hrající v záloze, olympijská medailistka. Hraje v americké národní ženské fotbalové lize za klub Seattle Reign FC a také za národní reprezentaci USA. V minulosti hrála také za týmy Chicago Red Stars, Philadelphia Independence a magicJack v nejvyšší americké fotbalové soutěži Women's Professional Soccer (WPS) nebo za Olympique Lyonnais ve francouzské Division 1 Féminine.
Rapinoeová je známá svou přesnou přihrávkou Abby Wambachové ve 122. minutě čtvrtfinálového zápasu Mistrovství světa ve fotbale žen 2011 s Brazílií, která vedla k vyrovnávacímu gólu a následné výhře týmu USA po penaltových rozstřelech. Na Letních olympijských hrách 2012 v Londýně vstřelila tři branky a zaznamenala čtyři asistence, čímž přispěla ke zlaté medaili pro americkou reprezentaci. Stala se prvním americkým fotbalistou bez ohledu na pohlaví, který kdy na olympijských hrách dal gól z rohového kopu.
Rapinoeová je otevřeně lesbická. V rozhovoru pro magazín ESPN uvedla, že svůj veřejný coming out zvažovala už rok předem, vážně o něm přemýšlela při návratu z mistrovství světa a chtěla si jej odbýt ještě před londýnskou Olympiádou 2012. Působí ve prospěch řady LGBT organizací včetně Athlete Ally, bojující proti homofobii ve sportu. V roce 2013 byla oceněna losangeleským gay a lesbickým centrem. Sponzorují ji značky Nike, Samsung a DJO Global a účinkovala na řadě propagačních akcí pro oděvy společnosti Wildfang a pro Nike.